# Mikael Asen II av Bulgarien
Mikael Asen II av Bulgarien, född 1270, död efter 1303, var Bulgariens regent från 1277 till 1279.